# Manitou Springs
Manitou Springs é uma cidade localizada no estado americano do Colorado, no Condado de El Paso.

É terra do Carnivale, um desfile anual do estilo Mardi Gras.

## Demografia
Segundo o censo americano de 2000, a sua população era de 4980 habitantes.
Em 2006, foi estimada uma população de 5072, um aumento de 92 (1.8%).

## Geografia
De acordo com o United States Census Bureau tem uma área de 7,9 km², dos quais 7,9 km² cobertos por terra e 0,0 km² cobertos por água. Manitou Springs localiza-se a aproximadamente 1938 m acima do nível do mar.

## Localidades na vizinhança
O diagrama seguinte representa as localidades num raio de 16 km ao redor de Manitou Springs.